# Grass Valley, Kalifornien
Grass Valley är en stad (city) i Nevada County, i delstaten Kalifornien, USA. Enligt United States Census Bureau har staden en folkmängd på 12 840 invånare (2011) och en landarea på 12,3 km².